# Otto Lilienthal

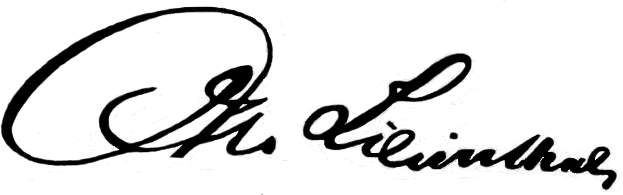
La firma Otto Lilienthal (1848 -1896)

Karl Wilhelm Otto Lilienthal (Anklam, 23 maggio 1848 – Berlino, 10 agosto 1896) è stato un pioniere dell'aviazione tedesco, nella letteratura in lingua inglese talvolta soprannominato Glider King (Re degli alianti).

## Biografia
Anche se si parla spesso di lui come del primo costruttore di un aliante in grado di volare trasportando un essere umano (il cosiddetto Derwitzer Gleiter nel 1891), in realtà la prima realizzazione avvenne ad opera di George Cayley che, ben quarant'anni prima, riuscì a staccarsi da terra alcune volte. Cayley, tuttavia, effettuò soltanto pochi voli di prova e smise in seguito ai primi incidenti.
Anche se la sua passione era il volo, è stato un inventore eclettico: ha inventato, tra l'altro un piccolo motore che utilizzava caldaie tubolari e che era ben più sicuro di quelli disponibili al momento.
Questa invenzione gli diede la tranquillità economica necessaria per potersi occupare soltanto di aviazione.
Non vi è comunque alcun dubbio che il maggior contributo di Lilienthal sia stato lo sviluppo di oggetti volanti 'più pesanti dell'aria' (palloni e mongolfiere già volavano da tempo).
Attese il ritorno del fratello Gustav (in Australia fino al 1886) per iniziare a disegnare e costruire alcuni 'aquiloni volanti' che sperimentò personalmente lanciandosi, per oltre 2000 volte, da colline o dai tetti delle case ed effettuando anche qualche modesto guadagno di quota.
Lilienthal effettuò la sua ricerca di base studiando il volo degli uccelli ed utilizzando diagrammi polari per descrivere l'aerodinamica delle loro ali. Lilienthal dimostrò che oggetti più pesanti dell'aria erano in grado di volare senza che vi fosse alcun movimento dinamico delle ali, ponendo le basi per il lavoro ed il successo dei fratelli Wright che, alcuni anni dopo, costruirono e fecero volare il primo aereo motorizzato.
Naturalmente Lilienthal ebbe numerosi incidenti durante le prove, anche se il suo aquilone volava lentamente ed a quote bassissime.
Il 9 agosto 1896, un colpo di vento gli ruppe un'ala ed egli cadde da 17 metri di altezza, rompendosi la spina dorsale, morendo senza veder la sua invenzione collaudata. Si spense il giorno dopo dicendo: "Opfer müssen gebracht werden!" ("I sacrifici devono esser fatti!"). Lilienthal venne sepolto nel cimitero di Lankwitz, presso Berlino.
A Otto Lilienthal sono dedicati l'aeroporto di Berlino Tegel (TXL) e un museo ad Anklam.

## Galleria d'immagini

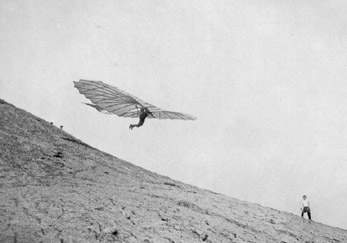
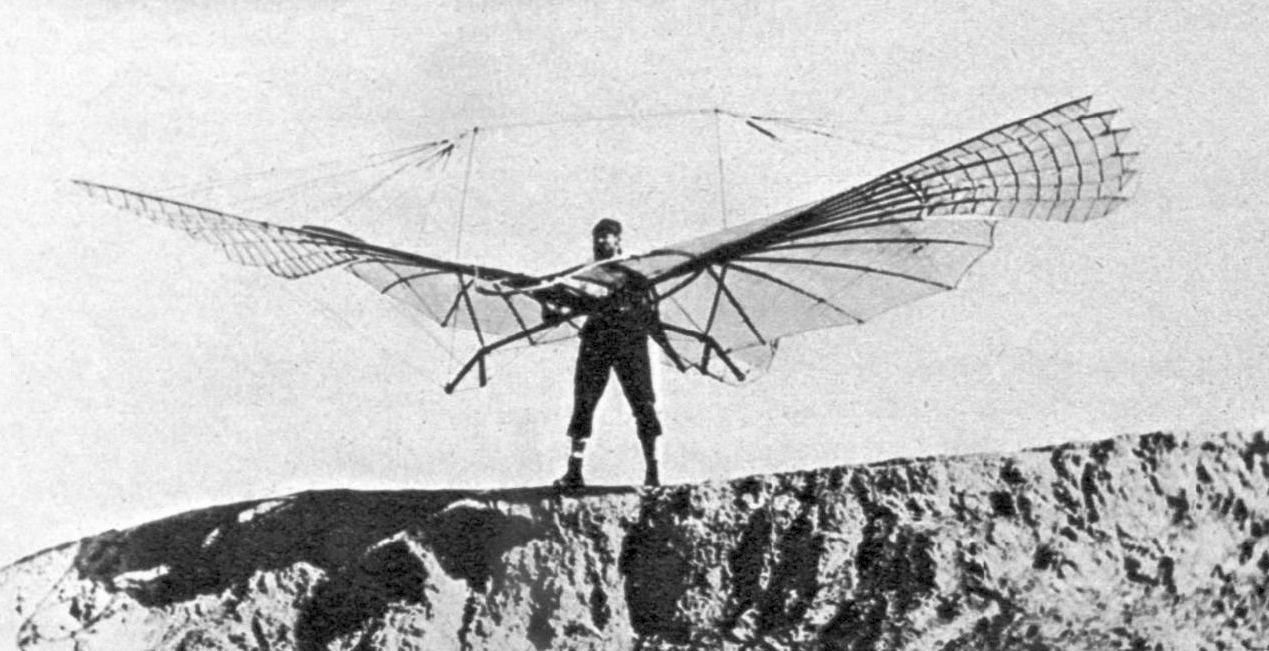
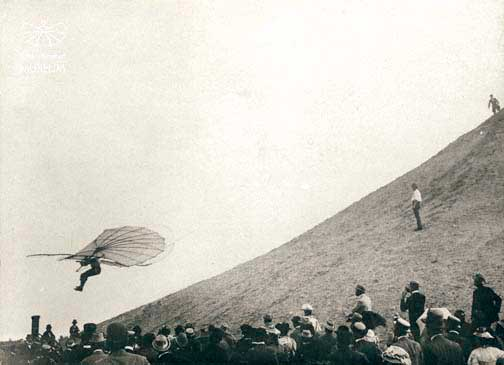
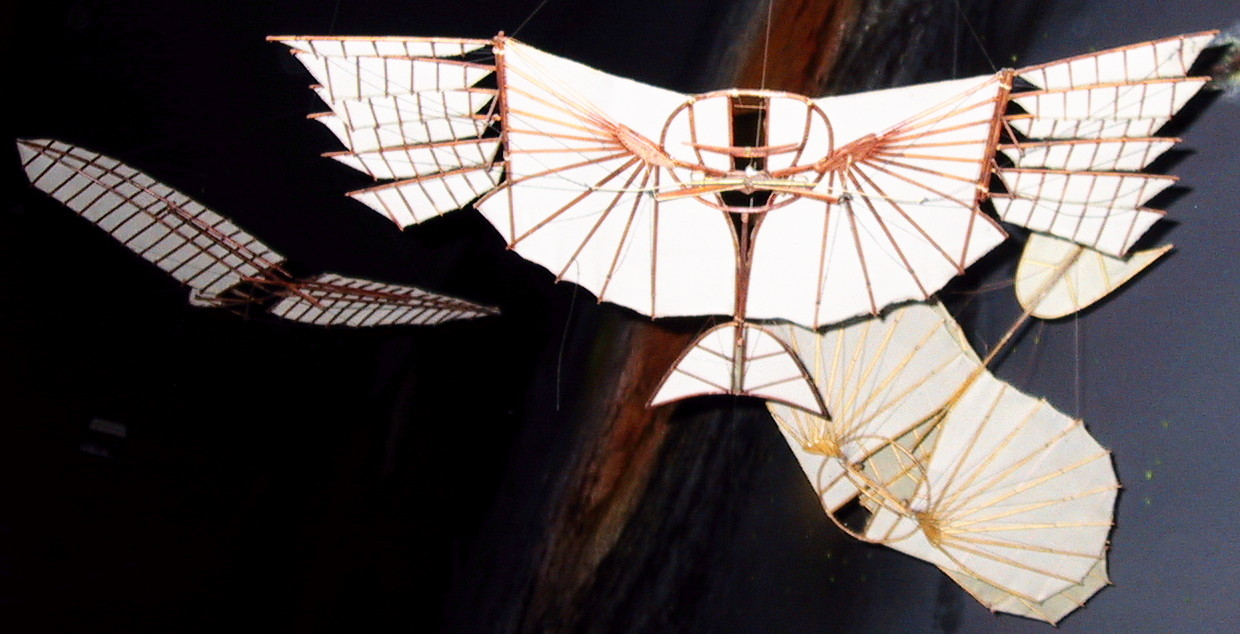

## Velivoli
- Normalsegelapparat

## Scritti
- Otto Lilienthal: Der Vogelflug als Grundlage der Fliegekunst; Berlin 1889; Reprint der Originalausgabe: Friedland 2003; ISBN 3-9809023-8-2 (Digitalisat)
- Otto Lilienthal (auch unter dem Pseudonym Carl Pohle): Moderne Raubritter. Bilder aus dem Leben. Nach wahren Begebenheiten bearbeitet für die Bühne von Otto Lilienthal, Berlin 1896 (Leseprobe und Digitalisat im Archiv des Otto-Lilienthal-Museums)

## Brevetti
Di Lilienthal sono conosciuti 24 brevetti; solo quattro sono dedicati a apparati di volo. La maggior parte si riferiscono a motori a vapore e caldaie. Alcuni brevetti sono a nome del fratello Gustav Lilienthal

### Altro
Ritratti e rappresentazioni dei velivoli di Lilienthal come pioniere dell'aviazione si trovano su francobolli, monete, medaglie di svariate nazionalità. Ad esempio in Germania:

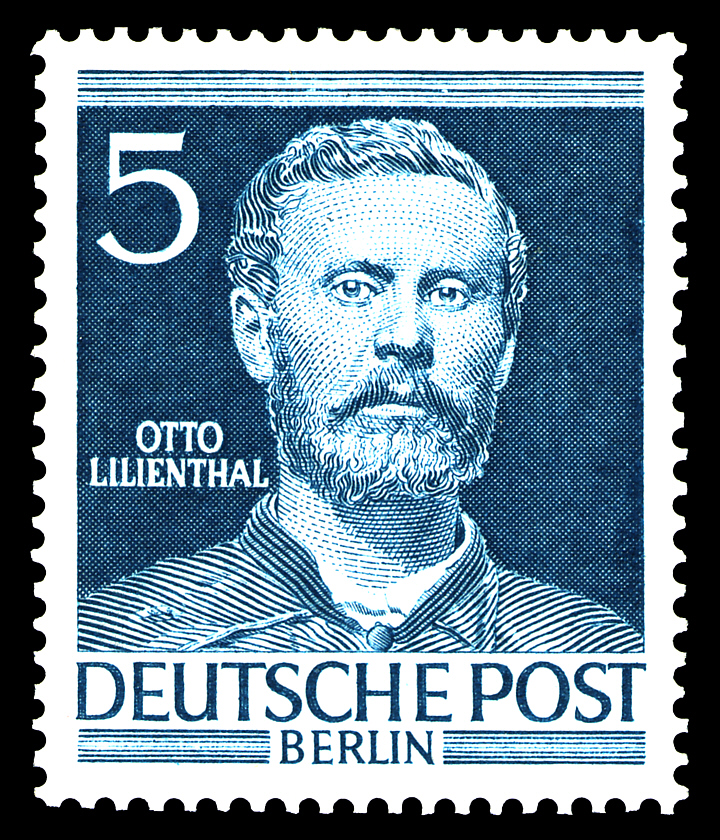
Berlin: Männer aus der Geschichte Berlins (1952)
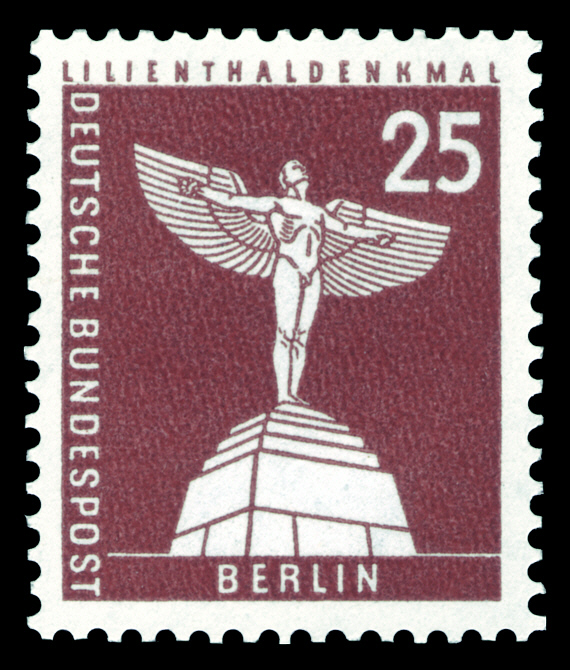
Berlin: Berliner Stadtbilder (1956)
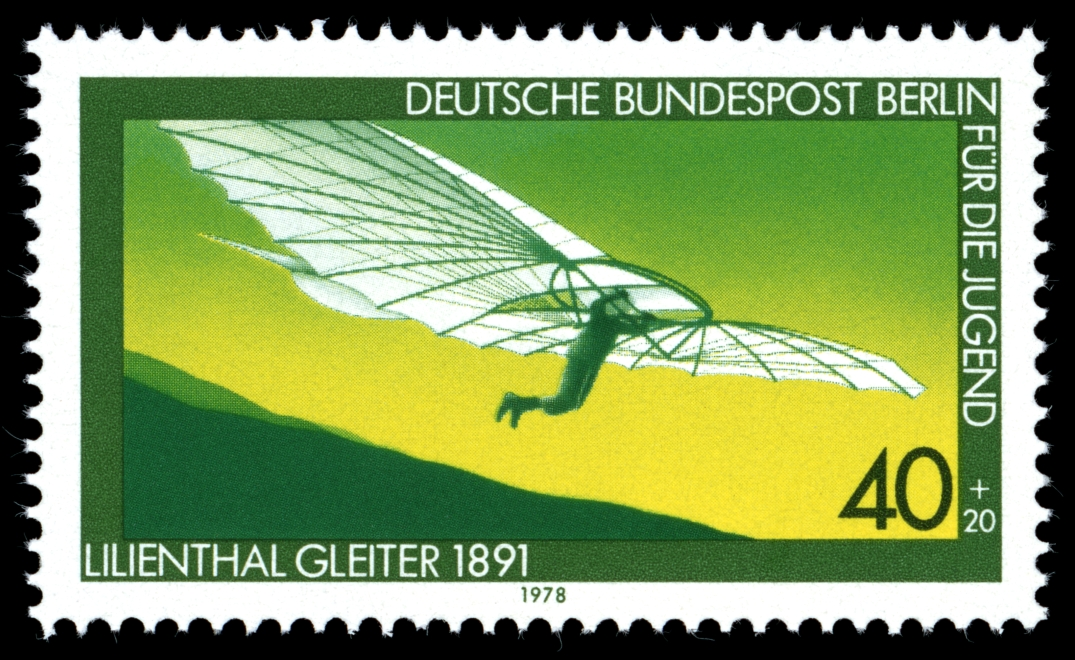
Berlin: Jugendmarke (1978)
Berlin: Berlin-Ansichten (1980)

Reinhard Mey ha utilizzato la storia dell'ultimo volo nel brano Lilienthals Traum, tratto dall'album del 1996 Leuchtfeuer. Nella canzone Lilienthal della band Coppelius, viene descritto come  atto di sabotaggi.
Sulla vita e l'incidente di Lilienthal il teatrante svizzero Marc Brunner del Theatro Palino ha creato il pezzo fondamentale di Gegenwind del 1991.
Si trovano al Verkehrshaus der Schweiz di Lucerna alcune opere di Lilienthal.